# منطقة إيلنغ

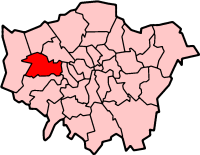
موقع منطقة ايلينغ الادارية

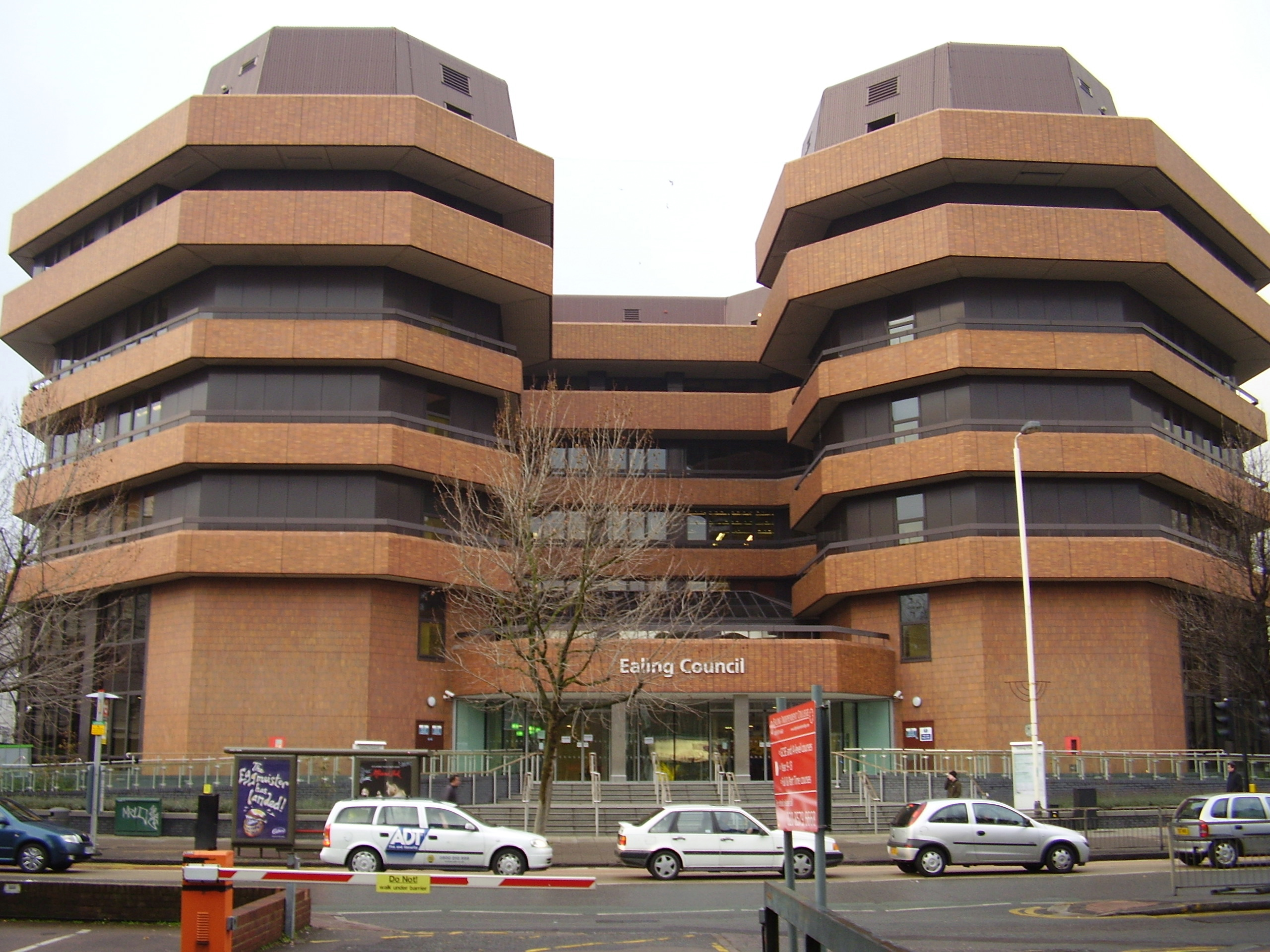
مقر الإدارة المحلية لبلدية أيلينغ (مبنى بيرسيفل)

ايلينغ (الإنكليزية، London Borough of Ealing)هي منطقة إدارية تقع في غرب لندن معظمها ضمن منطقة مدينة لندن ما عدى جزءها الغربي يقع في مقاطعة ميدل سكس.يبلغ عدد سكانها 301,800 نسمة حسب تقدير لعام 2005.تعتبر المنطقة مركزأ لتجمع المهاجرين البولنديين في غرب لندن كما توجد في منطقة ساوثول التابعة لها أعلى نسبة كثافة من الهنود والأسيويين في غرب لندن.

## حدودها
تجاورها من الشمال بلديتا برنت Brent وهارو Harrow, من الشرق همرسميث أند فولهام Hammersmith and Fulham، من الجنوب هونسلو Hounslow، من الغرب بلدية هيلينغدن Hillingdon. 

## مناطقها
- أكتن.
- أيلنغ.
- غرين فورد.
- هانويل.
- نورثولت.
- بيريفيل.
- ساوثول.

## توأمة
لإيلنغ اتفاقيات توأمة مع كل من:
- شتاينفورت
- مارك إن برول
- Bielany [الإنجليزية]‏

## أعلام
- جاك بيرسيفال
- لويس أوتشوا
- ماكسويل تيلدن ماسترز
- جون هولاند
- كارولين أوكونور